# Gerichtsbezirk Radautz
Der Gerichtsbezirk Radautz (rumänisch: Rădăuț; ruthenisch: Radiwci) war ein dem Bezirksgericht Radautz unterstehender Gerichtsbezirk im Herzogtum Bukowina. Der Gerichtsbezirk umfasste Gebiete im Osten der Bukowina bzw. im heutigen Rumänien. Das Gebiet wurde nach dem Ersten Weltkrieg Rumänien zugeschlagen und ist heute Teil des rumänischen Anteils der Bukowina im Norden Rumäniens (Kreis Suceava).

## Geschichte
Im Zuge der Neuordnung des Gerichtswesens im Kaisertum Österreich waren im Juni 1849 die allgemeinen Grundzüge der Gerichtsverfassung in den Kronländern durch Kaiser Franz Joseph I. genehmigt worden. Hierauf ließ Justizminister Anton von Schmerling Pläne zur Organisierung des Gerichtswesens in der Bukowina ausarbeiten, die der Kaiser am 6. November 1850 per Verordnung ebenfalls genehmigte. Mit der Reorganisation ging die Abschaffung der landesfürstlichen Gerichte ebenso wie der Patrimonial-Gerichte einher, wobei Schmerling ursprünglich die Errichtung von 17 Bezirksgerichten plante und die Bukowina dem Oberlandesgericht Stanislau unterstellt werden sollte. Schließlich schufen die Behörden nur 15 Bezirksgerichte, die man dem Landesgericht Czernowitz bzw. dem Oberlandesgericht Lemberg zuordnete. Die Errichtung der gemischten Bezirksämter, die neben der Verwaltung auch die Justiz zu besorgen hatten, wurde schließlich per 29. September 1855 amtswirksam, wobei der Gerichtsbezirk Radautz aus den Gemeinden Radautz mit Wadu Władyki, Andreasfalva mit Mitoka, Badeutz, Biłka, Burla, Alt-Fratautz, Neu-Fratautz, Fürstenthal, Ober-Horodnik, Unter-Horodnik, Karlsberg, Mardzina, Ober-Miłeszeutz, Putna, Satulmare, Strascha, Suczawitza, Ober-Wików mit Biwoleria, Unter-Wików, Woytinell, Wołowetz, Seletin mit Frasin, Tomnatik, Ruska, Paltin, Płoska, Camerale, Ulma, Ropoczel, Nesepitul, Bistritza mit Kirlibaba, Izwor mit Jarowitza, Sarata, Moldawa, Szypal Camerale gebildet wurde. Für Verbrechen und Vergehen diente das Bezirksgericht Radautz auch als erste Instanz für die Gerichtsbezirke Solka und Sereth. Im Zuge der Trennung der politischen von der judikativen Verwaltung bildete der Gerichtsbezirk Radautz ab 1868 gemeinsam mit dem Gerichtsbezirk Solka (Solca) den Bezirk Radautz. 1886 wurde die Errichtung eines weiteren Gerichtsbezirks bestimmt, wofür die drei Gemeinden Straza, Schipot und Seletin samt Gutsgebieten aus dem Gerichtsbezirk Radautz ausgeschieden und zum Gerichtsbezirk Seletin zusammengeschlossen wurden. Die Verordnung wurde dabei per 1. Juni 1888 amtswirksam. Per 1. Oktober 1893 wurden der Gerichtsbezirk Solka aus dem Bezirk Radautz herausgelöst und mit dem Gerichtsbezirk Gurahumora zum Bezirk Gurahumora vereint, woraufhin der Bezirk Radautz wieder aus zwei Gerichtsbezirken bestand.
Vom Gerichtsbezirk Radautz sollte 1914 der Gerichtsbezirk Ober-Wików abgetrennt werden, wobei die Gemeinden und Gutsgebiete Biłka, Karlsberg, Ober-Wików, Putna, Straza und Unter-Wików dem neu zu schaffenden Bezirksgericht Ober-Wików unterstellt werden sollten. Durch den Ausbruch des Ersten Weltkriegs entfiel die Errichtung des Bezirksgerichts Ober-Wików, wodurch auch die Errichtung des gleichnamigen Gerichtsbezirks nie gültig wurde.
Der Gerichtsbezirk Radautz wies 1854 eine Bevölkerung von 41.109 Einwohnern auf einer Fläche von 34,8 Quadratmeilen auf. 1869 beherbergte der Gerichtsbezirk eine Bevölkerung von 55.229 Personen, bis 1900 stieg die Einwohnerzahl auf 70.015 Personen an. Von der Bevölkerung hatten 1900 44.525 Rumänisch (88,2 %) als Umgangssprache angegeben, 19.169 Personen sprachen Deutsch (9,5 %), 2.974 Ruthenisch (0,1 %) und 3.040 eine andere Sprache (2,1 %). Der Gerichtsbezirk umfasste 1900 eine Fläche von 878,68 km² und 25 Gemeinden sowie 3 Gutsgebiete.
| Jahr | Ein- wohner | Deutsch- sprachige | Ruthenisch- sprachige | Rumänisch- sprachige | Anders- sprachige |
| ---- | ----------- | ------------------ | --------------------- | -------------------- | ----------------- |
| 1854 | 41.109      |                    |                       |                      |                   |
| 1869 | 55.229      |                    |                       |                      |                   |
| 1880 | 62.118      | 14.706             | 5.977                 | 38.015               | 3.283             |
| 1890 | 60.986      | 16.243             | 2.537                 | 39.168               | 2.661             |
| 1900 | 70.015      | 19.169             | 2.974                 | 44.525               | 3.040             |